# Ginnastica posturale
La ginnastica posturale è una disciplina bionaturale legata alla propriocezione del proprio corpo nello spazio tramite un insieme di esercizi volti a ristabilire l’equilibrio muscolare in sinergia con la respirazione addominale finalizzata al raggiungimento di un benessere psico-fisico .
Si propone di beneficiare l’elasticità e la tonicità dei muscoli, l’abilità motoria, la respirazione, la gestione dello stress e il metabolismo generale.
L'attività di ginnastica posturale è praticata dai posturologi (od operatori di ginnastica posturale), la cui attività rientra nelle discipline bionaturali e che quindi è al di fuori di ambiti terapeutici o sportivi. In Italia il CONI non riconosce la ginnastica posturale tra gli sport.
La ginnastica posturale è utilizzata per migliorare la postura e alleviare dolori muscoloscheletrici. Gli esercizi mirano a riequilibrare il tono muscolare, migliorando il controllo del corpo e prevenendo disturbi posturali.
La Rieducazione Posturale Globale (RPG) è una tecnica che si basa sulla correzione delle alterazioni posturali attraverso esercizi specifici, volti a riequilibrare le catene muscolari.